# コマ打ち
コマ打ち（）はアニメーションにおいて1枚の画を1枚以上の連続したコマに割り当てること、またこのような表現技法である。
以下では特記しない限りフレームレートを映画・アニメの業界標準である「毎秒24コマ」として扱う。

## 概要
多くの映像メディアはパラパラ漫画のようにコマの表示と入れ替えを高速で繰り返すことで映像を見せている。アニメーション制作においては画を1枚1枚撮影・作画しそれをコマに割り当てることで映像としてのアニメーションを作っている。この際の「コマを割り当てること」がコマ打ちである。単純なやり方だと「1枚作画してコマに割り当て、次を作画して次のコマに割り当て…」と画とコマが1:1対応するが、コマ打ち時に1枚の画を複数枚の連続コマに割り当てることは禁止されていない。むしろこれは表現技法の一種と捉えることができ（参考: リミテッド・アニメーション）、「コマ打ち」の語はこちらの意で使われることが多い。
割り当てられるコマ数 N に応じて「Nコマ打ち」と呼ばれる（例: 1コマ打ち、3コマ打ち、7コマ打ち）。一連の映像のなかでコマ打ちの種類を変えることもまた表現の一種であり、一例として『アルプスの少女ハイジ』(1974) では1コマ打ちと3コマ打ちが、『ルパン三世 カリオストロの城』(1979) では1/2/3コマ打ちが共存している。
アニメでは3コマ打ちあるいは2コマ打ちが標準的である。アニメ制作においてコマ打ちの指示はタイムシートに記載される。3DCGアニメーションはモーション内挿によって1コマ打ちが自然に実現できるが、あえて表現として他のコマ打ちが採用される場合もある（例: 『スパイダーマン:スパイダーバース』(2018) の2/3コマ打ち）。

## 分類

### 1コマ打ち
1コマ打ち（）は1枚の画をちょうど1枚のコマに割り当てること・表現技法である。
画の継続長は 1/24 ≒ 0.042 秒であり、秒間24枚の画が表示される。パラパラ漫画を原始的なアニメーションとみなせばこれは1コマ打ちである。全編1コマ打ちの長編アニメーションは作画コストが非常に高いため極めて珍しい。1コマ打ちを採用したアニメとしては『ガールズバンドクライ』(2024) があり、これはアニメルックの3DCGであることを活かして実現されている。

### 2コマ打ち
2コマ打ち（）は1枚の画を2枚の連続したコマに割り当てること・表現技法である。
画の継続長は 2/24 ≒ 0.083 秒であり、秒間12枚の画が表示される。アニメにおいてしばしば用いられる。

### 3コマ打ち
3コマ打ち（）は1枚の画を3枚の連続したコマに割り当てること・表現技法である。
画の継続長は 3/24 = 0.125 秒であり、秒間8枚の画が表示される。アニメにおいてよく用いられる。

### 乱れ打ち
乱れ打ち（）はコマ数を次々と変化させながらコマ打ちしていくこと・表現手法である。
乱れ打ちでは「3コマ打ち→1コマ打ち→2コマ打ち→1コマ打ち」というようにコマ数を次々と変化させながらコマ打ちをしていく。

## 効果
コマの打ち方はアニメーションの質感に影響する。ただし前提として、描かれるアクション・表示機器のサイズ・コマ数に最適化されたコマ割りの有無など多くの要素に効果の大きさは強く影響される。
2コマ打ちは3コマ打ちと比較して画の時間方向密度が1.5倍に増すため、より小さい演技・仕草が表現できる。1コマ打ちは更にその倍の密度であり、工夫をしない場合は良くも悪くも「ヌルヌル」と形容される滑らかな動きになる。一方で3コマ打ちは大きいアクションをすると絵が飛び飛びになるため、タメツメと組み合わせて強いメリハリを生みやすい（2コマ打ちで激しいアクションを描くことももちろんある）。